# بخش نوبران
بخش نوبَران یکی از دو بخش شهرستان ساوه در استان مرکزی ایران است.

## تقسیمات کشوری
دهستان‌های بخش نوبران:
- دهستان کوهپایه
- دهستان بیات
- دهستان آق‌کهریز

نقاط شهری:
- نوبران
- غرق‌آباد

## جمعیت
بنابر سرشماری مرکز آمار ایران، جمعیت بخش نوبران شهرستان ساوه در سال ۱۳۸۵ شمسی ۲۰٬۸۱۸ نفر بوده است.